# Cultura d'Averias

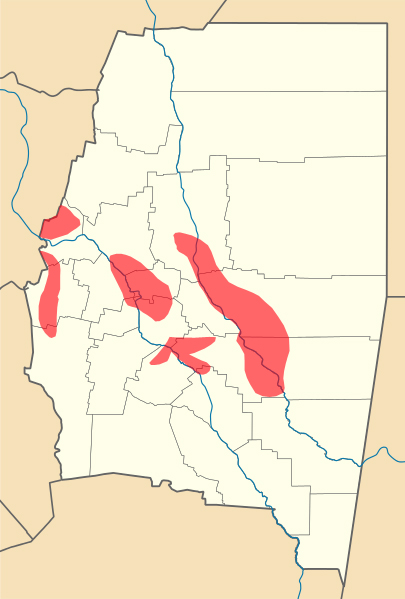
Localització geogràfica aproximada de la Cultura d'Averías, dins de la província de Santiago del Estero (Argentina)

La Cultura d'Averias es va desenvolupar entre l'any 1200 i el 1500 aproximadament a la província argentina de Santiago del Estero.
Va anar absorbint la Cultura Sunchituyoc, expandint-se sobre la regió serrana a la qual va aportar i de la qual va prendre elements culturals. Apareix com a culminació d'un procés d'adaptació a l'ambient de la plana de les diferents poblacions.
Les fortes influències rebudes de la zona andina li van proporcionar un caràcter de centre receptor i reelaborador dels elements culturals provinents tant de l'oest com del Chaco i del Litoral argentí.
La complexitat social assolida per Averias queda de manifest en la gran grandària de les seves aldees envoltades per palissades. La seva organització política sembla haver estat una forma de jerarquia de caps. Per sostenir la seva economia van haver de incrementar els recursos productius de manera que l'agricultura va passar de secundària a primordial, amb una menor dependència dels recursos de caça i recol·lecció. Van tenir un intens intercanvi amb regions allunyades com la Puna o les serres.
En la seva iconografia religiosa figuren aus i serps; el mussol va mantenir el seu significat especial. Va haver-hi auge notori en textilería, les fusaioles per filar són molt abundants, i es troben decorats amb incisions geomètriques
La ceràmica d'Averias mostra una ornamentació amb singulars valors gràfics i cromàtics, doncs aquesta cultura es destaca per una incipient vocació pictòrica. Van realitzar urnes amb dibuixos mítics molt abstractizats i amb una incipient intenció pictòrica. La ceràmica va tenir perfecció quant a forma i disseny. Els colors tenien tonalitats més vives que en la Cultura Sunchituyoc. Va ser l'única cultura d'aquesta zona que va demostrar vocació per superfícies cromàtiques, comptant només amb vermell i negre sobre blanc i realitzar plans de color per mitjà d'una textura gràfica. Les altres cultures de al nord-oest van ser dibuixants.
En els jaciments es troben alguns objectes de metall, però tots els que es coneixen són de procedència clarament incaica i alguns diaguitas, no existint metal·lúrgia pròpia.

## Descripció
La Cultura d'Averias es va desenvolupar aproximadament entre l'any 1200 i el 1500 de la nostra era. El seu àmbit va ser la província argentina de Santiago del Estero, però amb expansió sobre la regió serrana, amb la qual va intercanviar elements. Aquesta cultura va ser la culminació del procés d'adaptació dels grups a l'ambient de la plana.
Les fortes influències rebudes de la zona andina li van donar el caràcter de centre reelaborador de les pautes culturals de l'Oest, del Chaco i del Litoral argentí. Van mantenir un intens intercanvi comercial amb la Puna i les serres. Van realitzar urnes amb dibuixos mítics molt abstractizats i amb una incipient intenció pictòrica.
Van basar la seva economia en la caça, la pesca i la recol·lecció, juntament amb l'agricultura i la cria de bestiar. La millora en l'obtenció d'aliments va produir un increment de la població, de la indústria tèxtil i de l'intercanvi amb regions andines.

## Ceràmica
La forma típica d'aquest període era un bol semiglobular o puco, i el kero que podia presentar adorns de jaguars o aus a les vores. La variació respecte al període anterior residia a la tricoloració. Pintaven amb colors més vius en vermell i negre sobre un engalba blanc o crema. La decoració era amb motius geomètrics en forma d'espiral, greca, triangles, línies, cercles, etc. i es destacaven els motius amb serps bicéfales (dos caps). S'aplicaven tècniques de pastillatge per adossar a les peces de ceràmica, figures en relleu amb formes d'animals, ocells i éssers humans.

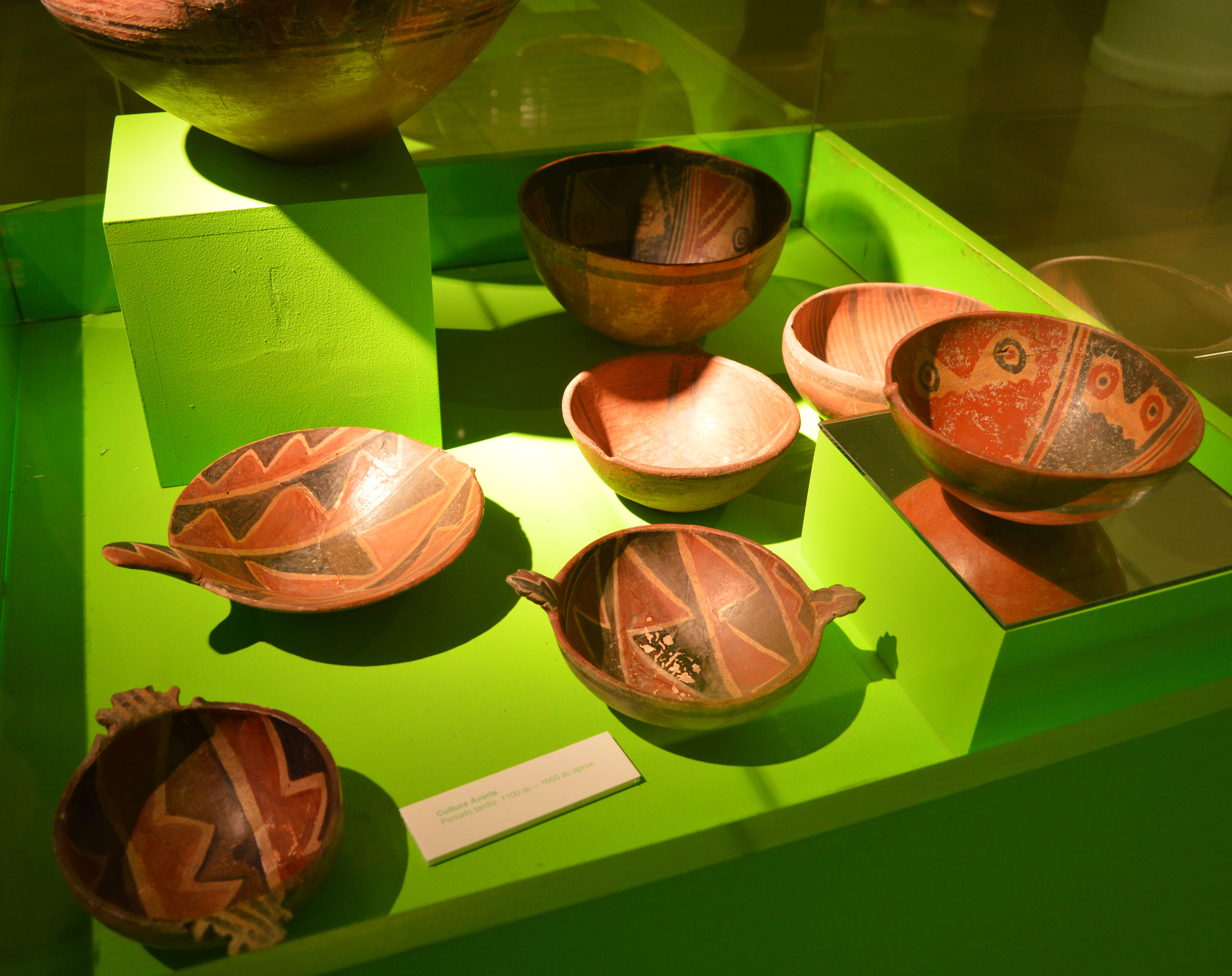
Cerámica de la cultura d'Averias. Museu de Cièncias Antropològiques Emilio y Duncan Wagner, Centre Cultural del Bicentenari, Santiago del Estero
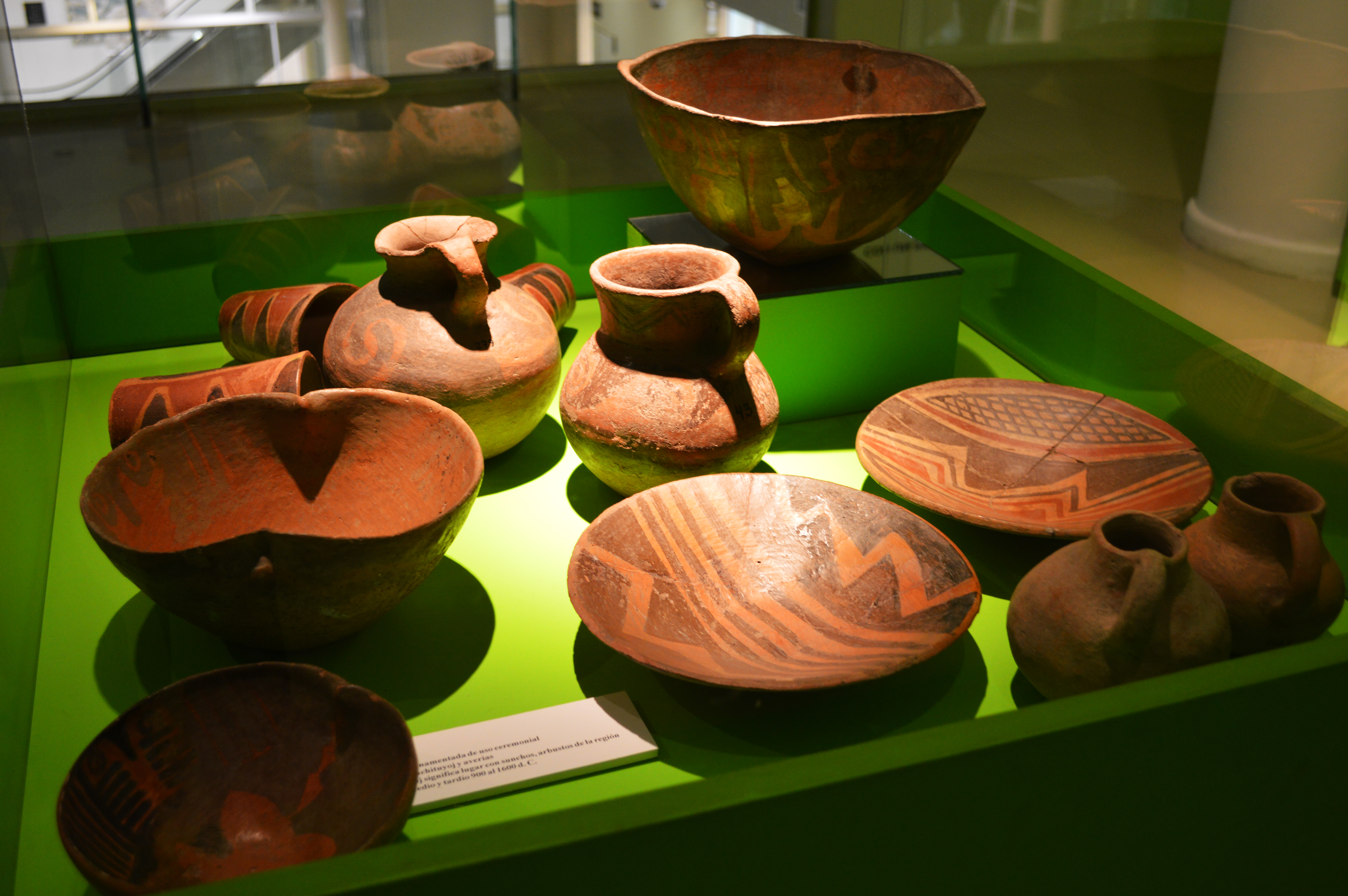
Ceràmica de la cultura d'Averias

Van realitzar fins dibuixos en negre i / o vermell. Hi va haver un predomini de la simbolització geometrizada i del disseny negatiu. L'abstracció va ser la forma expressiva més freqüent. També s'observa una tendència a omplir totalment els espais, una forta integració i entrellaçat. Les fusaioles per filar van ser molt abundants.